# António Cândido Franco
António Cândido Valeriano Cabrita Franco (Lisboa, 13 de Julho de 1956) é um professor universitário, poeta, ensaísta, escritor literário, historiador e romancista português.
É igualmente director da revista A Ideia.
Os seus escritos sobre a História de Portugal tomam como ponto de partida os cruzamentos ou as parecenças entre a História e a Lenda. Reclama para a História, na linha de Fiama Hasse Pais Brandão, o direito à alucinação, pois uma História sem a teatralidade do imaginário não está viva nem é real.
Estuda Teixeira de Pascoaes desde 1984 de forma ininterrupta. Em alguns dos trabalhos sobre o Poeta têm como preocupação destacar a relação privilegiada que o Surrealismo em Portugal, pela mão de Mário Cesariny, Cruzeiro Seixas e Natália Correia, tem com ele. No romance, com a excepção de Viagem a Pascoaes (2006), onde retratou Couto Viana, tem procurado captar a exaltação trágica de algumas figuras da História portuguesa (Inês de Castro, Constança Manuel e Pedro de Portugal; Afonso IV, Dinis e Isabel de Aragão; Carlos de Bragança, Amélia de Orleães e os regicidas; Leonor Teles e Sebastião de Avis).

## Biografia
É Professor Auxiliar, com Agregação em Cultura Portuguesa (2006), no Departamento de Linguística e Literaturas da  Universidade de Évora. Investigador do Centro de Estudos em Letras da referida Universidade, as suas áreas de interesse científico são a literatura, a antropologia e a história portuguesas.
Licenciado em Filologia Românica (1981) e Mestre em Literaturas Brasileira e Africanas de Expressão Portuguesa (1988), com a dissertação intitulada «Simbologia Telúrico-Marítima na Obra de Manuel Lopes», pela Faculdade de Letras da Universidade de Lisboa. Doutorou-se com a tese A literatura de Teixeira de Pascoaes (1997) e uma agregação em Cultura Portuguesa (2006) pela Universidade de Évora. Fez um doutoramento em Literatura Portuguesa .

## Obras
- Memória de Inês de Castro (romance histórico) (1990)
- Narrativa Histórica Portuguesaː Antologia, Guimarães Editores (1992)
- Vida de Sebastião, Rei de Portugal (biografia) (1993)
- A primeira morte de Florbela Espanca (1999)
- A literatura de Teixeira de Pascoaes: romance de uma obra (2000)
- O Essencial Sobre Guerra Junqueiro, INCM – Imprensa Nacional Casa da Moeda (2000)[5]
- Arte de sonhar: 87 sonhos com Teixeira de Pascoaes (2001)
- Os Descobrimentos portugueses e a demanda do Preste João (2001)
- Arte de Sonharː 87 sonhos com Teixeira de Pascoaes (2001)[5]
- O Essencial sobre Fialho de Almeida, INCM – Imprensa Nacional Casa da Moeda (2002)[5]
- Rainha Morta e o Rei Saudade : O Amor de Pedro e Inês de Castro (romance histórico), Ésquilo (2003)
- Viagem a Pascoaes (romance), Ésquilo (2006)
- A Saga do Rei Menino (romance), Ésquilo (2007)
- O essencial sobre Bernardim Ribeiro (2007)
- A herança de D. Carlos (romance histórico) (2008)
- Vida Ignorada de Leonor Teles (romance histórico) (2009)
- Os pecados da Rainha Santa Isabel (romance histórico) (2010)
- Fialho de Almeida: cem anos depois (2010)

- O Surrealismo Português e Teixeira de Pascoaes (2013)
- O Estranhíssimo Colosso: Agostinho da Silva, Quetzal (2015)
- Três cartas (inéditas) a André Breton, Surrealismo, Licorne (2015)[5]
- Luiz Pacheco Essencial, Letra Livre (2017)
- O Triângulo Mágico: Mário Cesariny (2019), Quetzal[3].

### Poesia
Iniciou-se na poesia em 1977 e os seus textos poéticos encontram-se coligidos em Estâncias reunidas: 1977-2002, na coleção “Finita melancolia” das Quasi Edições.
- Murmúrios do mar de Peniche (verso) (1977)
- Conto de Inverno (prosa lírica) (1983)
- Na renúncia do coração (1984)
- Matéria prima (verso) (1986)
- Arte Régia (verso) (1987)
- Corpos celestes (1990)
- Estrela subterrânea (verso) (1993)
- Poesia oculta: estudos sobre a moderna lírica portuguesa  (1996)
- Estâncias Reunidas (1977-2002)

## Ensaio
- O Mar e o Marão (prosa) (1989)
- Teoria e Palavra (prosa) (1991)
- Eleonor na Serra de Pascoaes (1992)
- Teoria da Literatura na Obra de Álvaro Ribeiro (prosa) (1993)
- Transformações da saudade em Teixeira de Pascoaes (1994)
- O saudosismo de Teixeira de Pascoaes (1996)
- Exercício sobre o Imaginário Cabo-verdianoː simbologia telúrico-marítima em Manuel Lopes (1996 da dissertação de mestrado de 1988)
- Teixeira de Pascoaes nas Palavras do Surrealismo in English (2010)
- Notas para a compreensão do surrealismo em Portugal (2012)
- Trinta anos de dispersos sobre Pascoaes, INCM – Imprensa Nacional Casa da Moeda  (2014)

### Teatro
- Autos do Fogo Analógico (drama) (2012)